# Antón
Antón is een stad en gemeente (in Panama un distrito genoemd) in de provincie Coclé in Panama. In 2015 was het inwoneraantal van de gemeente 56.000.
De gemeente bestaat uit devolgende tien deelgemeenten (corregimiento): Antón (de hoofdplaats, cabecera), Caballero, Cabuya, El Chirú, El Retiro, El Valle, Juan Díaz, Río Hato, San Juan de Dios, Santa Rita

## Klimaat
Antón ligt centraal gelegen in Panama en daarom is het tussen januari en maart vaak warmer dan andere gedeeltes van het land, gedurende de dag kan het erg warm en benauwd worden en daarom komen ook veel toeristen tijdens dit seizoen. In het regenseizoen (april-december) regent het elke dag.